# Víctor García de la Concha

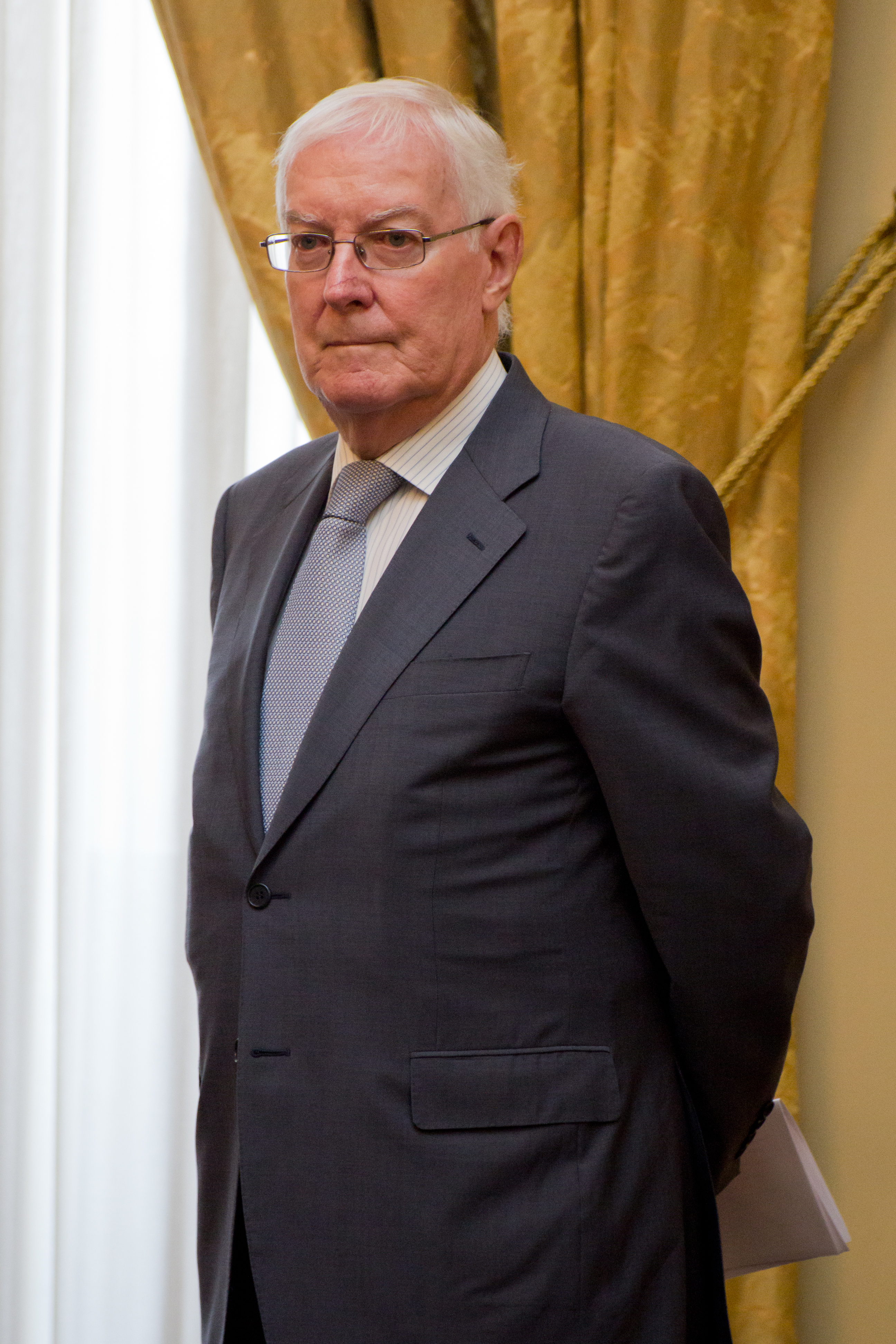
Víctor García de la Concha während des Editathons Madrid 2014 in der Spanischen Nationalbibliothek.

Wappen García de la Conchas als Ritter des Ordens vom Goldenen Vlies (Spanien)

Víctor García de la Concha (* 2. Januar 1934 in Villaviciosa, Asturien) ist ein spanischer Philologe. Er war von 1998 bis 2010 Leiter der Real Academia Española und ist seit 2010 Direktor des Instituto Cervantes.
De la Concha graduierte als Philologe an der Universität Oviedo und als Theologe an der Päpstlichen Universität Gregoriana in Rom. Er lehrte an den Universitäten  Valladolid, Murcia, Saragossa und als Ordinarius für spanische Literatur in Salamanca.
1992 wurde er ordentliches Mitglied der Real Academia Española, im Jahr darauf deren Sekretär, 1998 Direktor.
Garcia ist Träger zahlreicher Ehren und Auszeichnungen, etwa des Premio Internacional Menéndez Pelayo und der Ehrendoktorwürde der Universität Tegucigalpa.